# Youngman (MC)
Youngman (născut Simon Smith) este un MC urban și un vocalist semnat la Digital Soundboy Records, care îi aparține lui Shy FX.
Fiul lui Simon "Bassline" Smith, Youngman a crescut și trăiește în Derby din East Midlands, Anglia. El a fost MC și omul cu "hype" spre aprecierea familiei Breakage, Skream, Benga, Shy FX și Digital Soundboy. În 2008, Youngman a fost runner-up în Drum & Bass Awards, în cadrul categoriei Best Breakthrough MC.
În 2010 Youngman a intrat în studio alături de Benga pentru a înregistra "One and Only, "Ho" și "Tear It Out"/"I Warned Ya". Viitorul lui album, "Me and My Music" este un amestec de influențe urbane din Marea Britanie. Producătorii îi includ pe Shy FX, Skream, Benga, MJ Cole, Breakage, Sam Frank și Kutz.

## Discografie
Drumsound & Bassline Smith* Feat Youngman* - Steal My Heart (12") 
Liq-weed Ganja Recordings 2006 
Crissy Criss & Youngman* - Kick Snare / Pimp Game 
V Records (2) 2009 
Crissy Criss & Youngman* - Give You The World Part 3 
Technique Recordings 2010 
Ho / One & Only 
Digital Soundboy Recording Co. 2010 
Crissy Criss & Youngman* - Take You Higher 
V Records (2) 2010 
Drumsound & Bassline Smith* Ft. Youngman* - 10 Years Of Technique Part 6 
Technique Recordings 2010
Crissy Criss & Youngman* - Turn It Up / Stop 
Technique Recordings 2010 
Mark System* Feat Youngman* - The Hold It E.P. 
Digital Soundboy Recording Co. 2011  
Tear It Out 
(CDr, Single) Digital Soundboy Recording Co. 2011